# Polk County (Tennessee)
Polk County je okres ve státě Tennessee v USA. K roku 2010 zde žilo 16 825 obyvatel. Správním městem okresu je Benton. Celková rozloha okresu činí 1 145 km². Na jihu sousedí se státem Georgie, východně se Severní Karolínou. Okres získal jméno po tehdejším guvernérovi a pozdějším prezidentovi James K. Polkovi.

## Historie
Okres vznikl 28. listopadu 1839 sloučením částí okresů Bradley a McMinn County.

## Sousední okresy
| Růžice kompasu | McMinn County  |                         | Monroe County   | Růžice kompasu |
| Růžice kompasu | Bradley County | Sever                   | Cherokee County | Růžice kompasu |
| Růžice kompasu | Bradley County | Polk County (Tennessee) | Cherokee County | Růžice kompasu |
| Růžice kompasu | Bradley County | Jih                     | Cherokee County | Růžice kompasu |
| Růžice kompasu | Murray County  |                         | Fannin County   | Růžice kompasu |